# 1209 Pumma
1209 Pumma è un asteroide della fascia principale. Scoperto nel 1927, presenta un'orbita caratterizzata da un semiasse maggiore pari a 3,1685776 UA e da un'eccentricità di 0,1328813, inclinata di 6,93703° rispetto all'eclittica.
Pumma era il soprannome dato ad una nipote dell'astronomo tedesco Albrecht Kahrstedt.